# Prison au Canada
 (juillet 2014).
Si vous disposez d'ouvrages ou d'articles de référence ou si vous connaissez des sites web de qualité traitant du thème abordé ici, merci de compléter l'article en donnant les références utiles à sa vérifiabilité et en les liant à la section « Notes et références ».
Ne doit pas être confondu avec Pénitencier au Canada.

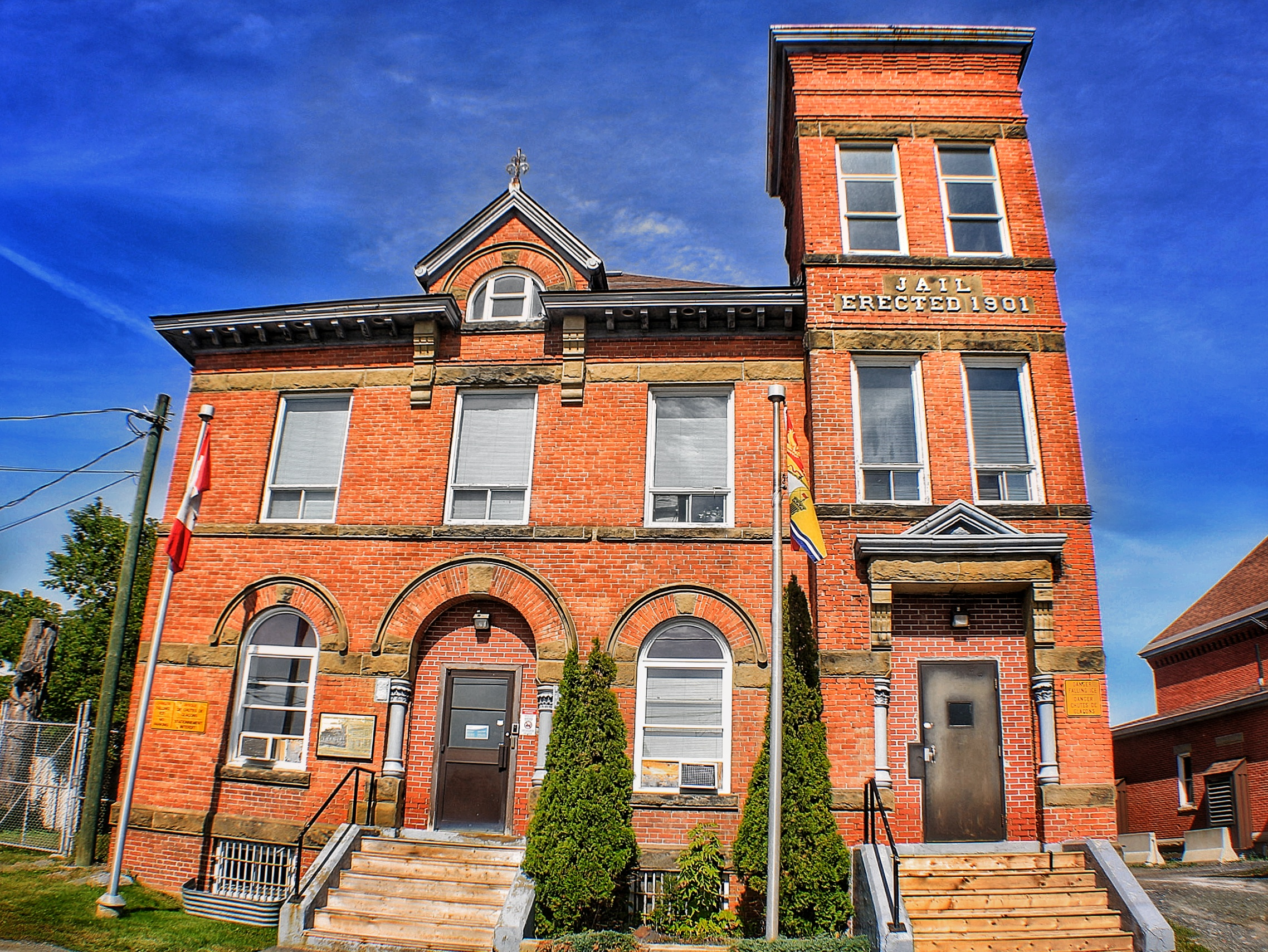
Prison du comté de Carleton, Woodstock

Au Canada, le système pénitentiaire distingue deux types d'établissements pénitentiaires pour adultes :
- les pénitenciers, gérés par le gouvernement fédéral (Service correctionnel du Canada - SCC) et qui accueillent les détenus condamnés à des peines de deux ans ou plus [1].
- les prisons provinciales, gérées par les gouvernements provinciaux et qui accueillent les prévenus (personnes en attente de jugement) d'une part et les détenus condamnés à des peines jusqu'à deux ans moins un jour [2],[1]. C’est-à-dire 729 jours précisément.

## Pénitenciers fédéraux
Les pénitenciers sont sous la responsabilité du gouvernement du Canada. Ils accueillent les personnes qui doivent purger une peine de deux ans ou plus. Les pénitenciers sont gérés par le Service correctionnel du Canada. Ces individus peuvent demander une libération avant la fin de leur sentence auprès de la Commission des libérations conditionnelles du Canada.
Les pénitenciers sont classés selon le niveau de sécurité (minimal, moyenne, maximale ou multiple).

## Prisons provinciales
Les provinces et territoires du Canada disposent de la compétence de gestion et d'organisation du système pénitentiaire en ce qui concerne la détention préventive ainsi que l'exécution des peines de durée inférieure à deux ans.

### Alberta
Les établissements pénitentiaires de l'Alberta relèvent de la compétence des Correctional Services, un service du Solicitor General and Public Security. L'Alberta distingue deux types d'établissement : les centres correctionnels (Correctional centres) qui accueillent les condamnés et les centres de détention préventive (Remand centre) qui accueillent les prévenus.
Les Correctional services administrent en outre 43 Community correction offices, chargés de la probation, répartis dans 36 localisations sur le territoire.
Enfin, des Attendance centres (centres de semi-liberté) sont situés à Calgary et à Edmonton.
| Établissement                         | Ville             | Type                              | Nombre de places     | Année de mise en service | Observations |
| ------------------------------------- | ----------------- | --------------------------------- | -------------------- | ------------------------ | --- |
| Calgary Correctionnal Centre          | Calgary           | Centre correctionnel pour adultes | 394 hommes           | 1958                     | |
| Calgary Remand Centre                 | Calgary           | Centre de détention préventive    | 704 hommes et femmes | 1993                     | Le centre accueille, en plus des prévenus, certains condamnés, des condamnés en attente de transfert vers d'autres établissements provinciaux ou fédéraux, ainsi que des personnes détenues au titre de la Loi sur l’immigration et la protection des réfugiés. |
| Edmonton Remand Centre                | Edmonton          | Centre de détention préventive    | 1 952                | 2013                     | |
| Fort Saskatchewan Correctional Centre | Fort Saskatchewan | Centre correctionnel pour adultes | 496                  | 1988                     | |
| Lethbridge Correctional Centre        | Lethbridge        | Centre correctionnel pour adultes | 387 hommes et femmes | 1983                     | Le centre actuel est reconstruit en 1983 sur le site du bâtiment existant, lui construit en 1911 (plus vieil établissement pénitentiaire de l'Alberta). Le centre accueille des prévenus et des condamnés.                                                      |
| Medicine Hat Remand Centre            | Medicine Hat      | Centre de détention préventive    | 103 hommes et femmes | 1986                     | Le centre accueille des prévenus et des condamnés. |
| Peace River Correctional Centre       | Rivière-la-Paix   | Centre correctionnel pour adultes | 304 hommes           | 1968                     | Le centre accueille des prévenus et des condamnés. |
| Red Deer Remand Centre                | Red Deer          | Centre de détention préventive    | 146                  | 1987                     | |
| Kainai Community Correctional Centre  | Stand Off         | Centre correctionnel pour adultes | n.c.                 | n.c.                     | |

### Colombie-Britannique

#### Établissements pour adultes
Les établissements pénitentiaires de Colombie-Britannique relèvent de la compétence de la Corrections Branch, un service du Ministry of Justice. La Colombie-Britannique distingue deux types d'établissement pour adultes : les centres correctionnels (Correctional centres) qui accueillent les condamnés et les centres de détention préventive (Pretrial centres) qui accueillent les prévenus.
La Corrections Branch administre en outre 55 Community Corrections Offices (bureaux de probation) répartis sur le territoire.
| Établissement                                 | Ville          | Type                           | Nombre de places | Année de mise en service | Observations                                                                                 |
| --------------------------------------------- | -------------- | ------------------------------ | ---------------- | ------------------------ | -------------------------------------------------------------------------------------------- |
| Alouette Correctional Centre for Women        | Maple Ridge    | Centre correctionnel           | n.c.             | 2004                     | Des extensions sont mises en service en 2008 et 2012.                                        |
| Ford Mountain Correctional Centre             | Chilliwack     | Centre correctionnel           | n.c.             | 1981                     |                                                                                              |
| Fraser Regional Correctional Centre           | Maple Ridge    | Centre correctionnel           | n.c.             | 1990                     | Une extension est mise en service en 2008.                                                   |
| Kamloops Regional Correctional Centre         | Kamloops       | Centre correctionnel           | n.c.             | 1989                     | Une extension est mise en service en 2008.                                                   |
| Nanaimo Correctional Centre                   | Nanaimo        | Centre correctionnel           | n.c.             | 1953                     |                                                                                              |
| North Fraser Pretrial Centre                  | Port Coquitlam | Centre de détention préventive | n.c.             | 2001                     |                                                                                              |
| Okanagan Correctional Centre                  | Osoyoos        | Centre correctionnel           | n.c.             | 2016                     | En construction.                                                                             |
| Prince George Regional Correctional Centre    | Prince George  | Centre correctionnel           | n.c.             | 1996                     | Une extension est mise en service en 2010.                                                   |
| Surrey Pretrial Services Centre               | Surrey         | Centre de détention préventive | n.c.             | 1991                     | Une extension doit être mise en service en 2013/2014.                                        |
| Vancouver Island Regional Correctional Centre | Victoria       | Centre correctionnel           | n.c.             | 1913                     | L'établissement fait l'objet d'une large rénovation en 1984 et une extension est construite. |

### Île-du-Prince-Édouard
Les établissements pénitentiaires de l'Île-du-Prince-Édouard relèvent de la compétence de la Community and Correctional Services Division, service du Department of Environment, Labour and Justice.
Les mêmes services administrent les Probation Services, comprenant cinq bureaux répartis sur le territoire et chargés de la probation.
| Établissement                     | Ville         | Type | Nombre de places | Nombre de places            | Année de mise en service | Observations |
| --------------------------------- | ------------- | ---- | ---------------- | --------------------------- | ------------------------ | ------------ |
| Provincial Correctional Center    | Charlottetown |      | n.c. (adultes)   | pour un total de 132 places | n.c.                     |              |
| Prince County Correctional Center | Summerside    |      | n.c. (adultes)   | pour un total de 132 places | n.c.                     |              |
| PEI Youth Center                  | Summerside    |      | n.c. (mineurs)   | pour un total de 132 places | n.c.                     |              |

### Manitoba
Les établissements pénitentiaires provinciaux du Manitoba relèvent de la compétence de la Corrections Division, service du Department of Justice. La division administre sept établissements pour adultes (adult correctional facilities) et deux établissements pour mineurs (youth facilities). Les vingt-sept services de supervision des libertés conditionnelles et des libertés sur parole (community corrections offices) dépendent aussi de la Corrections division.

#### Établissements pour adultes
| Établissement                    | Ville                       | Type                                                                                 | Nombre de places     | Année de mise en service | Observations |
| -------------------------------- | --------------------------- | ------------------------------------------------------------------------------------ | -------------------- | ------------------------ | --- |
| Brandon Correctional Centre      | Brandon                     | Centre correctionnel Établissement de sécurité moyenne                               | 157 hommes           | 1979                     | S'ajoute à cette capacité un accueil temporaire pour 10 mineurs et 4 femmes. |
| Dauphin Correctional Centre      | Dauphin                     | Centre correctionnel Établissement de sécurité minimum                               | env. 50 hommes       | 1917                     | L'établissement comprend un quartier pour l'accueil temporaire des mineurs et des femmes. |
| Headingley Correctional Centre   | Headingley (en)             | Centre correctionnel Établissement de sécurité minimum, moyenne et maximum           | 458 hommes           | 1930                     | L'établissement comprend une unité dédiée à la détention pour violence conjugale, et 3 unités spécifiques (Community Release Unit ; Annexe A pour les détenus en détention préventive ; Assiniboine Treatment Unit qui accueille les condamnés pour crimes sexuels). |
| Milner Ridge Correctional Centre | Forêt provinciale d'Agassiz | Centre correctionnel Établissement de sécurité moyenne                               | 115 hommes           | 1988                     | |
| Women’s Correctional Centre      | Headingley                  | Centre correctionnel Établissement de sécurité minimum, moyenne et maximum           | 190                  | 2012                     | L'établissement accueille des détenues de niveau fédéral. |
| The Pas Correctional Centre      | Le Pas                      | Centre correctionnel Établissement de sécurité moyenne                               | 70 hommes, 7 femmes  | 1982                     | L'établissement comprend une unité de haute sécurité et une unité d'accueil temporaire pour les détenus relevant du Youth Criminal Act |
| Winnipeg Remand Centre           | Winnipeg                    | Centre de détention préventive Établissement de sécurité minimum, moyenne et maximum | 289 hommes et femmes | 1992                     | |

#### Établissements pour mineurs
| Établissement         | Ville              | Type                              | Nombre de places | Année de mise en service | Observations                         |
| --------------------- | ------------------ | --------------------------------- | ---------------- | ------------------------ | ------------------------------------ |
| Agassiz Youth Centre  | Portage la Prairie | Centre correctionnel pour mineurs | 48               | n.c.                     | Comprend une unité de haute sécurité |
| Manitoba Youth Centre | Winnipeg           | Centre correctionnel pour mineurs | 157              | n.c.                     |                                      |

### Nouveau-Brunswick
Les établissements pénitentiaires du Nouveau-Brunswick relèvent de la compétence de la Public Security and Corrections Division, un service du Department of Public Safety. La division administre six établissements pénitentiaires. Elle est aussi responsable de la Community Services Section, qui administre cinq bureaux régionaux de probation et d'assistance aux victimes.
Les centres correctionnels accueillent indifféremment les personnes condamnées ou prévenues.
| Établissement                                                          | Ville         | Type                              | Nombre de places | Année de mise en service | Observations |
| ---------------------------------------------------------------------- | ------------- | --------------------------------- | ---------------- | ------------------------ | --- |
| Saint John Regional Correctional Center                                | Saint-Jean    | Centre correctionnel              | 120 hommes       | n.c.                     | |
| Southeast Regional Correctional Center                                 | Shédiac       | Centre correctionnel              | 180 hommes       | 2012                     | Cet établissement remplace en septembre 2012 le centre de détention de Moncton. |
| Island View Community Residential Center                               | Fredericton   | Centre résidentiel                | 25 hommes        | n.c.                     | Cet établissement accueille des détenus bénéficiant d'une libération conditionnelle (parolee), qu'ils relèvent des prisons fédérales ou des prisons régionales.                                                |
| Madawaska Regional Correctional Center                                 | Saint-Hilaire | Centre correctionnel              | 90 hommes        | n.c.                     | |
| Dalhousie Regional Correctional Center                                 | Dalhousie     | Centre correctionnel              | 100 hommes       | 2011                     | Cet établissement remplace en novembre 2011 le centre de détention de Bathurst et le centre correctionnel de Dalhousie.                                                                                        |
| New Brunswick Women's Correctional Centre / New Brunswick Youth Centre | Miramichi     | Centre correctionnel pour femmes  | 12 (?)           | n.c.                     | Depuis janvier 2012, cet établissement est le seul du Nouveau-Brunswick accueillant des détenues de sexe féminin. Avant cette date, les établissements de Saint-Jean et de Madawaska accueillaient des femmes. |
| New Brunswick Women's Correctional Centre / New Brunswick Youth Centre | Miramichi     | Centre correctionnel pour mineurs | 44               | n.c.                     | |

### Nouvelle-Écosse
Les établissements pénitentiaires de Nouvelle-Écosse relèvent de la compétence de la Correctional Services Division du Department of Justice. La division administre aussi vingt-et-un bureaux de probation (community corrections offices).
Les établissements accueillent indifféremment des personnes prévenues ou condamnées.

#### Établissements pour adultes
| Établissement                               | Ville       | Type                                         | Nombre de places        | Année de mise en service | Observations |
| ------------------------------------------- | ----------- | -------------------------------------------- | ----------------------- | ------------------------ | --- |
| Antigonish Correctional Facility            | Antigonish  | Établissement de sécurité minimum            | 17 hommes               | 1948                     | Cet établissement doit être remplacé par le Northeast Nova Scotia Correctional Facility en 2014. |
| Cape Breton Correctional Facility           | Sydney      | Établissement de sécurité moyenne            | 96 hommes               | 1975                     | Cet établissement peut aussi accueillir de façon temporaire 4 femmes et 6 mineurs. |
| Central Nova Scotia Correctional Facility   | Dartmouth   | Établissement de niveau de sécurité multiple | 224 hommes et 48 femmes | 2001                     | Cet établissement accueille, en plus des détenus (condamnés et prévenus) qui relèvent du système régional, des détenus relevant du système fédéral dans l'attente de leur transfert, ainsi que des personnes coupables d'infraction au regard des lois sur l'immigration et des détenus dont la libération conditionnelle a été suspendue. |
| Cumberland Correctional Facility            | Amherst     | Établissement de sécurité minimum et moyenne | 29 hommes               | 1890                     | Cet établissement doit être remplacé par le Northeast Nova Scotia Correctional Facility en 2014. |
| Southwest Nova Scotia Correctional Facility | Yarmouth    | Établissement de sécurité minimum et moyenne | 38 hommes               | 2004                     | |
| Northeast Nova Scotia Correctional Facility | Priestville | Établissement de sécurité minimum et moyenne | 100 hommes              | (2014)                   | Cet établissement est en cours de construction. Sa mise en service est prévue pour l'automne 2014. |

#### Établissements pour mineurs
| Établissement                   | Ville           | Type                                              | Nombre de places     | Année de mise en service | Observations |
| ------------------------------- | --------------- | ------------------------------------------------- | -------------------- | ------------------------ | --- |
| Nova Scotia Youth Facility      | Waterville (en) | Établissement pour mineurs                        | 60 garçons et filles | 1988                     | Cet établissement administre les deux centres communautaires de fréquentation obligatoire : le centre 24-7 et le centre d'Halifax (voir ci-dessous).                                        |
| Centre 24-7                     | Coldbrook       | Centre communautaire de fréquentation obligatoire | n.c.                 | n.c.                     | |
| Halifax Youth Attendance Center | Halifax         | Centre communautaire de fréquentation obligatoire | n.c.                 | n.c.                     | |
| Cape Breton Youth Facility      | Sydney          | Établissement pour mineurs                        | 8                    | 2006                     | Cet établissement accueille des jeunes délinquants, notamment en attente de transfert vers l'établissement correctionnel de Nouvelle-Écosse, pour des périodes courtes (jusqu'à 72 heures). |

### Ontario
Les établissements pénitentiaires de l'Ontario relèvent de la compétence des Corrections Services du Ministry of Community Safety and Correctional Services. Ces services administrent aussi 119 bureaux de probation et de libération conditionnelle.

#### Établissements pour adultes
Le ministère de la Sécurité communautaire et des services correctionnels distingue :
- les centres correctionnels ((en) correctional centres) destinés au détenus condamnés à des peines de 60 jours ou plus ;
- les prisons et les centres de détention destinés aux condamnés à des courtes peines (inférieures à 60 jours), les prévenus et les détenus en attente de transfert vers un centre correctionnel ou une prison fédérale ;
  - les prisons ((en) jails) sont des établissements anciens, de taille plus réduite créés originellement par les municipalités et les comtés ;
  - les centres de détention ((en) detention centres) sont des établissements plus grands que les prisons, construits pour plusieurs régions ;
- les centres de traitement ((en) treatment centres), destinés aux détenus qui présentent des problèmes liés à la toxicomanie, l'inconduite sexuelle ou de caractère / comportement.

| Établissement                                         | Ville              | Type                                      | Nombre de places | Année de mise en service | Observations |
| ----------------------------------------------------- | ------------------ | ----------------------------------------- | ---------------- | ------------------------ | --- |
| Algoma Treatment & Remand Centre                      | Sault-Sainte-Marie | Centre correctionnel Centre de traitement | 104              | 1990                     | |
| Brantford Jail                                        | Brantford          | Prison                                    | 90               | 1852,                    | L'établissement devait fermer en 2012 pour des raisons de budget et de performance. En 2013, il est toujours en service. Sa fermeture est annoncée à nouveau lors de la campagne pour les élections provinciales de 2014 et devrait avoir lieu une fois que le Toronto South Detention Centre sera opérationnel. |
| Brockville Jail                                       | Brockville         | Prison                                    | 44               | 1842                     | Une première prison est construite au début du XIXe siècle, remplacée par un bâtiment en brique en 1824. Le bâtiment actuel date essentiellement de 1842. |
| Central East Correctional Centre                      | Lindsay            | Centre correctionnel                      | 1 184            | 2002                     | |
| Central North Correctional Centre                     | Penetanguishene    | Centre correctionnel                      | 1 184            | 2001                     | |
| Elgin-Middlesex Detention Centre                      | London             | Centre de détention                       | 450              | 1977                     | |
| Fort Frances Jail                                     | Fort Frances       | Prison                                    | 23               | 1905                     | |
| Hamilton-Wentworth Detention Centre                   | Hamilton           | Centre de détention                       | 510              | 1978                     | |
| Kenora Jail                                           | Kenora             | Prison                                    | 105              | 1928                     | |
| Maplehurst Correctional Complex                       | Milton             | Centre correctionnel                      | 1 550            | 2001                     | |
| Monteith Correctional Complex                         | Iroquois Falls     | Centre correctionnel                      | 232              | n.c.                     | |
| Niagara Detention Centre                              | Thorold            | Centre de détention                       | 260              | n.c.                     | |
| North Bay Jail                                        | North Bay          | Prison                                    | 121              | n.c.                     | |
| Ontario Correctional Institute                        | Brampton           | Centre correctionnel Centre de traitement | 228              | n.c.                     | |
| Ottawa-Carleton Detention Centre                      | Ottawa             | Centre de détention                       | 326              | 1972                     | |
| Quinte Detention Centre                               | Napanee            | Centre de détention                       | 228              | n.c.                     | |
| Sarnia Jail                                           | Sarnia             | Prison                                    | 101              | n.c.                     | |
| St. Lawrence Valley Correctional and Treatment Centre | Brockville         | Centre correctionnel Centre de traitement | 100              | n.c.                     | |
| Stratford Jail                                        | Stratford          | Prison                                    | 53               | n.c.                     | |
| Sudbury Jail                                          | Grand Sudbury      | Prison                                    | 185              | 1929                     | |
| Thunder Bay Correctional Centre / Jail                | Thunder Bay        | Centre correctionnel Prison               | 132              | n.c.                     | |
| Toronto Intermittent Centre                           | Etobicoke          | Centre de détention                       |                  | n.c.                     | |
| Toronto South Detention Centre                        | Etobicoke          | Centre de détention                       | 1 650            | n.c.                     | |
| Toronto East Detention Centre                         | Scarborough        | Centre de détention                       | 473              | 1976                     | |
| Toronto West Detention Centre                         | Rexdale            | Centre de détention                       | 631              | 1977                     | |
| Vanier Centre for Women                               | Milton             | Centre correctionnel Centre de traitement | 124              | 1974                     | |

### Québec
Les établissements pénitentiaires du Québec relèvent de la compétence de la Direction générale des services correctionnels (DGSC), rattachée au ministère de la Sécurité publique. Cette direction administre ainsi :
- 18 établissements de détention ;
- 18 directions des services professionnels correctionnels (services de probation) qui s'appuient sur un réseau de bureaux sur le territoire.

## Contrôle des détenus
Il y a beaucoup de contrôles en prison. Les stratégies pour contrôler les détenus se font par la parole, la bonne distance, la plaisanterie (désamorcer les tensions), l'étiquette (politesse), les services rendus (privilèges), les principes mêlant un nouveau gardien avec un ancien et les fouilles. Il y a quatre types de fouilles : discrète (détecteur de métal), par la palpation, par des fouilles à nu et finalement par un examen des cavités corporelles. Si un détenu refuse il sera mis en cellule sèche pour attendre une évacuation naturelle.
Les détenus peuvent avoir des visites en détention. Il y a plusieurs types différents de visites :
- contact : permet un contact. Il n'a pas de séparation ou de barrière.
- avec séparation ou guichet : il y a une barrière physique. Il y a des trous dans la vitre ou un téléphone pour communiquer.
- communautaire : permis lors d'occasions spéciales. C'est tout le groupe de détenus qui en profite. Habituellement pour un événement culturel ou religieux.
- familiale privée : c'est pour maintenir les liens familiaux car c'est le meilleur moyen pour la réinsertion. C'est une visite sans surveillance permanente pour leur laisser de l’intimité. Cela peut durer jusqu’à trois jours. Le personnel va régulièrement entrer en contact avec la famille. Les visites sont accordées d'avance et tous les détenus ne peuvent pas en bénéficier.

En ce qui a trait au fonctionnement de l'argent en détention, les détenus ont deux comptes personnels et un fonds de bienfaisance.
- le compte courant : sert à verser leur salaire qu'ils perçoivent en travaillant ou en participant à des programmes. De plus, s'ils vendent des objets qu'ils ont fabriqués l'argent va dans ce compte ;
- le compte épargne : sert à déposer l'argent envoyé par la famille. Le pénitencier les force à épargner en déposant 10 % de leurs revenus, cela servira lors de leur libération conditionnelle. Ce compte peut servir à envoyer de l'argent à leur famille, à payer leurs impôts, des frais de scolarité. Bref tout ce qui est à l'extérieur de l'établissement pénitencier ;
- le fonds de bienfaisance est pour les activités sociales. Il y a dix cents par jour de paye qui sont pris pour ces activités telles que des repas spéciaux pour Noël, activités de Pâques pour les enfants des détenus.

À son arrivée sous juridiction fédérale, le délinquant est soumis à une batterie de tests et d'évaluations, dans le but de lui attribuer une cote, afin de savoir quel niveau de sécurité il nécessite : sécurité maximale, sécurité moyenne ou sécurité minimale. Les sentences pour meurtre sont automatiquement référées aux pénitenciers à sécurité maximale.

## Population de détenus
Au Canada, le calcul du nombre de détenus un jour donné est le Stock (38 000 personnes). En ce qui a trait au nombre de détenus en détention durant une année est le Flux (260 000 personnes). Le taux de personnes en incarcération est de 117 à 140 détenus pour 100 000 habitants en 2010-2011. La fourchette basse est de 117 parce que certains documents incluent les détenus mineurs. La fourchette haute à 140 concerne seulement les détenus adultes.
En 1948, il y a eu la déclaration universelle des droits de l'homme, mais elle n'avait pas d'éléments spécifique pour les détenus.
En 1955, il y a eu des règles minimales pour le traitement des détenus.
En 1966, il y a eu le pacte des Nations unies sur les droits civils et politiques, mais il n'était pas précis.
En 1977, après de nombreuses émeutes, le gouvernement va mettre en place un sous-comité, étudier et faire un rapport avec des recommandations tel que le respect de la règle de droit en prison.
En 1980, la Cour suprême avec les arrêts Martineau et Solosky c. La Reine, il y a eu deux décisions rendues :
1. le principe de légalité doit régner à l'intérieur des murs d'un pénitencier
2. les détenus conservent tous leurs droits sauf ceux expressément mentionnés par la loi

En 1992, la loi sur le système correctionnel et la mise en liberté sous condition met en place une nouvelle loi qui reconnait les droits aux détenus.
En 2002, la Cour suprême du Canada déclare que la disposition dans la loi électorale du Canada contrevient à la Charte et que les détenus devraient avoir le droit de vote.
|                                                                 | Nombre total de déclaration de condamnation | Détenus | Libération conditionnelle | Probation | Amende | Ordonnance de dédommagement | Autres  |
| --------------------------------------------------------------- | ------------------------------------------- | ------- | ------------------------- | --------- | ------ | --------------------------- | ------- |
| Nombre totale d'infractions                                     | 207,528                                     | 76,340  | 8,430                     | 89,151    | 64,964 | 4,739                       | 149,421 |
| Nombre total d'infractions du Code criminel                     | 178,790                                     | 69,152  | 7,304                     | 79,994    | 53,135 | 4,693                       | 135,358 |
| Code criminel (sans les infractions de trafic)                  | 145,530                                     | 63,152  | 6,683                     | 74,730    | 27,219 | 4,570                       | 109,430 |
| Crimes contre la personne                                       | 38,020                                      | 13,586  | 1,980                     | 27,325    | 3,686  | 484                         | 30,197  |
| Homicide                                                        | 111                                         | 91      | 2                         | 8         | 5      | 1                           | 77      |
| Tentative de meurtre                                            | 28                                          | 20      | 1                         | 2         | 1      | 2                           | 18      |
| Vol qualifié                                                    | 1,742                                       | 1,395   | 15                        | 879       | 96     | 64                          | 1,173   |
| Viol                                                            | 1,116                                       | 635     | 125                       | 698       | 33     | 6                           | 671     |
| Autres infractions sexuelles                                    | 1,808                                       | 1,212   | 58                        | 1,274     | 100    | 3                           | 1,097   |
| Voies de fait grave                                             | 9,161                                       | 4,338   | 850                       | 6,042     | 889    | 157                         | 6,863   |
| Voies de fait                                                   | 14,104                                      | 2,195   | 498                       | 10,754    | 1,487  | 169                         | 12,521  |
| Proférer des menaces                                            | 7,626                                       | 2,830   | 313                       | 5,791     | 921    | 51                          | 5,944   |
| Harcèlement criminel                                            | 1,323                                       | 386     | 61                        | 1,178     | 91     | 10                          | 1,140   |
| Autres crimes contre la personne                                | 1,001                                       | 484     | 57                        | 699       | 63     | 21                          | 693     |
| Crimes contre la propriété                                      | 45,071                                      | 19,019  | 2,942                     | 26,058    | 7,925  | 3,817                       | 34,691  |
| Vol                                                             | 20,720                                      | 8,668   | 1,213                     | 11,358    | 4,614  | 1,125                       | 16,453  |
| Cambriolage                                                     | 5,794                                       | 3,504   | 455                       | 3,791     | 420    | 372                         | 3,837   |
| Fraude                                                          | 6,531                                       | 2,500   | 738                       | 3,878     | 841    | 1,095                       | 4,531   |
| Méfait                                                          | 6,289                                       | 1,346   | 152                       | 4,248     | 1,094  | 1,008                       | 5,741   |
| Possession de biens volés                                       | 4,752                                       | 2,408   | 299                       | 2,249     | 853    | 190                         | 3,695   |
| Autres crimes contre la propriété                               | 985                                         | 593     | 85                        | 534       | 103    | 27                          | 704     |
| Administration de la justice                                    | 54,072                                      | 27,356  | 1,340                     | 17,215    | 13,850 | 215                         | 38,532  |
| Autres infractions du Code criminel                             | 8,367                                       | 3,493   | 421                       | 4,132     | 1,758  | 54                          | 6,010   |
| Infractions liées au trafic du Code criminel                    | 33,260                                      | 5,698   | 621                       | 5,264     | 25,916 | 123                         | 23,928  |
| Conduite en état d'ébriété                                      | 26,096                                      | 2,434   | 147                       | 2,827     | 23,218 | 64                          | 20,553  |
| Autres infractions liées au trafic                              | 7,164                                       | 3,264   | 474                       | 2,437     | 2,698  | 59                          | 5,375   |
| Autres lois fédérales                                           | 28,738                                      | 7,188   | 1,126                     | 9,157     | 11,829 | 46                          | 14,063  |
| Possession de stupéfiants                                       | 6,230                                       | 749     | 140                       | 1,999     | 2,988  | 4                           | 5,472   |
| Autres infractions liées aux stupéfiants                        | 4,401                                       | 2,317   | 900                       | 1,485     | 511    | 14                          | 3,594   |
| Infractions liées au système de justice pénale pour adolescents | 599                                         | 204     | 8                         | 171       | 182    | 7                           | 323     |
| Autres lois fédérales                                           | 17,508                                      | 3,918   | 78                        | 5,502     | 8,148  | 21                          | 4,674   |